# Palcamayo
Palcamayo es una ciudad peruana ubicada en la región Junín, provincia de Tarma, distrito de Palcamayo. Es capital del distrito de Palcamayo en la región Junín. Tiene una población de 2784 habitantes en 1993.

## Etimología
El nombre del distrito de Palcamayo deriva de dos voces quechuas Pallka que significa tendido bajo, Mayo que significa río, entre otras se refieren que el nombre Palcamayo se deriva de la palabra quechua Palguilan que también significa río tendido.

## Clima
| Parámetros climáticos promedio de Palcamayo | Parámetros climáticos promedio de Palcamayo | Parámetros climáticos promedio de Palcamayo | Parámetros climáticos promedio de Palcamayo | Parámetros climáticos promedio de Palcamayo | Parámetros climáticos promedio de Palcamayo | Parámetros climáticos promedio de Palcamayo | Parámetros climáticos promedio de Palcamayo | Parámetros climáticos promedio de Palcamayo | Parámetros climáticos promedio de Palcamayo | Parámetros climáticos promedio de Palcamayo | Parámetros climáticos promedio de Palcamayo | Parámetros climáticos promedio de Palcamayo | Parámetros climáticos promedio de Palcamayo |
| Mes                                         | Ene.                                        | Feb.                                        | Mar.                                        | Abr.                                        | May.                                        | Jun.                                        | Jul.                                        | Ago.                                        | Sep.                                        | Oct.                                        | Nov.                                        | Dic.                                        | Anual                                       |
| ------------------------------------------- | ------------------------------------------- | ------------------------------------------- | ------------------------------------------- | ------------------------------------------- | ------------------------------------------- | ------------------------------------------- | ------------------------------------------- | ------------------------------------------- | ------------------------------------------- | ------------------------------------------- | ------------------------------------------- | ------------------------------------------- | ------------------------------------------- |
| Temp. media (°C)                            | 10.6                                        | 10.5                                        | 9.9                                         | 10.2                                        | 9.3                                         | 8.8                                         | 8.6                                         | 9                                           | 9.9                                         | 10.6                                        | 10.8                                        | 10.6                                        | 9.9                                         |
| Temp. mín. media (°C)                       | 4.4                                         | 4.8                                         | 4                                           | 3.4                                         | 1.7                                         | 0.3                                         | 0                                           | 0.6                                         | 2.5                                         | 3.7                                         | 3.7                                         | 3.7                                         | 2.7                                         |
| Fuente: climate-data.org                    |                                             |                                             |                                             |                                             |                                             |                                             |                                             |                                             |                                             |                                             |                                             |                                             |                                             |

## Hermanamiento
Kenbuchi (Hokkaido), Japón

## Lugares de interés
- Gruta de Guagapo